# Comicus calcaris
Comicus calcaris är en insektsart som beskrevs av Irish 1986. Comicus calcaris ingår i släktet Comicus och familjen Schizodactylidae. Inga underarter finns listade i Catalogue of Life.